# Долговое (Херсонская область)
Долговое (укр. Довгове) — село в Великоалександровской поселковой общине Бериславского района Херсонской области Украины.
Почтовый индекс — 74116. Телефонный код — 5532. Код КОАТУУ — 6520984303.
С конца февраля по октябрь 2022 года село было оккупировано российскими войсками в ходе вторжения России в Украину.

## Население
Население по переписи 2001 года составляло 168 человек.

### Языковой состав
Родной язык населения по данным переписи 2001 года:
| Язык       | Численность, чел. | Доля     |
| ---------- | ----------------- | -------- |
| Украинский | 164               | 97,62 %  |
| Русский    | 4                 | 2,38 %   |
| Итого      | 168               | 100,00 % |

## Местная власть
74100, Херсонская обл., Бериславский р-н, пгт Великая Александровка, ул. Свободы, 161.